# Chrysotus major
Chrysotus major är en tvåvingeart som beskrevs av Van Duzee 1924. Chrysotus major ingår i släktet Chrysotus och familjen styltflugor. Inga underarter finns listade i Catalogue of Life.